# Ченуша
Ченуша (рум. Cenușa) — село у Флорештському районі Молдови. Входить до складу комуни, адміністративним центром якої є село Рошієтіч.

## Населення
За даними перепису населення 2004 року у селі проживали 935 осіб.
Національний склад населення села:
| Національність       | Кількість осіб | Відсоток   |
| -------------------- | -------------- | ---------- |
| молдавани румуни     | 922 1          | 98,6% 0,1% |
| росіяни              | 7              | 0,7%       |
| українці             | 3              | 0,3%       |
| гагаузи              | 1              | 0,1%       |
| інша / без відповіді | 1              | 0,1%       |
| Всього               | 935            | 100%       |